# Új Exodus
Az Új Exodus 1992 óta működik a Hit Gyülekezete teológiai és hitéleti folyóirataként. A lapot a Teológiai Bizottság szerkeszti, melynek elnöke Németh Sándor, a Hit Gyülekezetének vezető lelkésze.

## Tartalom
A magazinban általában a kereszténység igazságaival, hitéleti és teológiai témával foglalkozó írások olvashatók. Ezeken kívül található benne interjú, egyházi hírek és más, a közösségi élettel kapcsolatos cikkek is. A folyóirat magyar nyelven jelenik meg, de egyes cikkeket a honlapon angol nyelvre is lefordítanak.

## Új Bibliafordítás
A Hit Gyülekezete vezetői és a gyülekezet által alapított Szent Pál Akadémia ókori nyelveket és teológiát oktató tanárai 1995-ben kezdtek foglalkozni egy új bibliafordítás elkészítésének gondolatával, majd rövidesen hozzá is fogtak a munkához. Első célként az Újszövetség könyveinek lefordítását tűzték ki, bár azóta néhány ószövetségi könyv nyersfordítása is elkészült már.
Az immár évek óta készülő új bibliafordítást különböző tájékoztató jegyzetekkel és tanulmányokkal is kiegészített formában az új évezred első számában a kezdték el leközölni. A fordítást maguk a szerzők sem tekintik minden részletében abszolút véglegesnek, bár reményeik szerint hibás megoldásokat már nem tartalmaz.
Az új bibliafordítás a Biblia nagyobb közérthetőségét és az óhéber, ógörög eredeti szöveg mélyebb jelentéstartalmának kibontását célozza meg.

## Külső hivatkozások
- Az Új Exodus hivatalos honlapja